# Portada/article gener 1

## Bot Halkett
Un bot Halkett és un tipus de bot inflable lleuger que fou dissenyat pel tinent Peter Halkett (1820-1885) durant la dècada del 1840. Aquests bots intentaven solucionar les dificultats per navegar a l'Àrtic canadenc: es necessitava una embarcació prou lleugera per ser transportada per terra i prou robusta per ser utilitzada en les extremes condicions meteorològiques de la zona.
El primer disseny de Halkett consistia en un bot plegable i inflable fabricat en tela impregnada de cautxú. Quan estava desinflat, el casc del bot es podia dur a sobre com si fos un abric o una capa, el rem com un tirapeu i la vela i el pal com un paraigua; només hi cabia una persona.